# Děkanát Uherské Hradiště
Děkanát Uherské Hradiště je územní část olomoucké arcidiecéze. Tvoří ho 25 farností, ve kterých se nachází 58 kostelů a kaplí. Děkanem je R. D. Josef Říha, farář v Uherském Hradišti. Místoděkanem je R. D. Karel Šenk, farář v Uherském Ostrohu. V děkanátu působí 25 diecézních a 10 řeholních kněží. Rozloha děkanátu je 530 km² a na jeho území žije 92 000 obyvatel; ke katolictví se hlásí 52 000 obyvatel (56,52 %) a 11 000 (21,15 %) z nich se pravidelně účastní nedělních mší svatých.

## Historie
Existence hradišťského děkanátu je doložena už k roku 1601, jeho tehdejší rozsah ovšem není známý. V roce 1644 se území děkanátu přibližně shodovalo s územím tehdejšího hradišťského kraje. V následujících letech z něj byly vyčleňovány nově zakládané děkanáty: 1658 uherskobrodský, 1665 strážnický a 1730 bzenecký (ten se později vyvinul v děkanát kyjovský).
Úřad hradišťského děkana zastával v období mezi lety 1601 a 1813 vždy uherskohradišťský farář. Až v roce 1813 se děkanem stal hlucký farář Rafael Tučapský a po něm už nikdy tyto dvě funkce nebyly pevně svázány. První zmínky o viceděkanech se objevují v 18. století.
Od roku 1778 náleží hradišťský děkanát pod kroměřížské arcikněžství, které tehdy bylo ustaveno.

### Farnosti
V lednu 1691 zahrnoval děkanát tyto farnosti: Uherské Hradiště, Derfle, Uherský Ostroh, Hluk, Bílovice, Kostelec, Bohuslavice, Spytihněv, Napajedla, Blatnice, Bzenec, Osvětimany, Ježov, Střílky, Koryčany, Buchlovice, Vracov; řád cisterciáků spravoval ještě farnosti na Velehradě, v Boršicích a v Polešovicích.
V roce 1745 děkanát tvořily tyto farnosti: Uherské Hradiště, Bílovice, Buchlovice, Derfla, Hluk, Napajedla, Uherský Ostroh; navíc opět některé své farnosti spravovali cisterciáci. Roku 1751 byla založena první lokální kaplanství, a to Ostrožská Nová Ves (farnost Uherský Ostroh) a Dolní Němčí (farnost Hluk). V roce 1753 byla přenesena farnost z Derfle do Kunovic.
Na počátku roku 1778 tvořily děkanát tyto farnosti: Uherské Hradiště, Bílovice, Boršice, Buchlovice, Hluk, Jalubí, Kunovice, Napajedla, Uherský Ostroh; řeholní farnosti Polešovice, Spytihněv, Velehrad; lokální kaplanství Dolní Němčí, Derfle a Ostrožská Nová Ves. V roce 1781 vzniklo i lokální kaplanství Boršice u Blatnice (z farnosti Hluk).
Po dokončení formace brněnské diecéze v roce 1787 tvořily uherskohradišťský děkanát tyto duchovní správy: Uherské Hradiště, Halenkovice, Bílovice, Buchlovice, Hluk, Jalubí, Kunovice, Uherský Ostroh, Velehrad, Březolupy, Sady (Derfle), Ostrožská Nová Ves. Toto složení platilo až na chybějící Halenkovice i v roce 1813, kdy se stal děkanem hlucký farář Rafael Tučapský.
V 19. století vznikly dvě nové farnosti – Jankovice a Stupava – a na počátku 20. století pak další čtyři – Huštěnovice, Kostelany, Popovice a Stříbrnice.

## Znak děkanátu

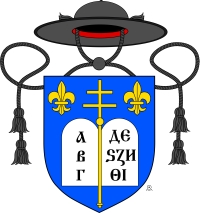
znak děkanátu Uherské Hradiště

### Popis
V modrém poli stříbrné desky Desatera s černým církevněslovanským nápisem. Na deskách vzpřímeně zlatý arcibiskupský procesní dvojitý kříž, doprovázený v hlavě štítu dvěma zlatými liliemi.

### Původ
Území uherskohradišťského děkanátu je spojeno s působením věrozvěstů sv. Cyrila a Metoděje, jejichž atributem jsou desky desatera, na kterých jsou jednotlivá přikázání reprezentována jednotlivými písmeny abecedy hlaholice. Dvojramenný (patriarchální) kříž je dalším odkazem na jejich působení v době Velké Moravy. Lilie zase značí příslušnost velehradského kláštera k řádů cisterciáků.

## Farnosti
| Farnost                          | Správce                                                     | Sídlo                   | Farní kostel                                  |
| -------------------------------- | ----------------------------------------------------------- | ----------------------- | --------------------------------------------- |
| Babice u Uherského Hradiště      | administrátor excurrendo – Spytihněv                        | Babice                  | sv. Cyril a Metoděj                           |
| Bílovice                         | farář R. D. Ing. Mgr. František Šary                        | Bílovice                | Narození sv. Jana Křtitele                    |
| Boršice u Blatnice               | farář R. D. Mgr. Norbert Nawrath                            | Boršice u Blatnice      | sv. Kateřina Alexandrijská                    |
| Boršice u Buchlovic              | administrátor R. D. Mgr. Anton Kasan                        | Boršice                 | sv. Václav                                    |
| Březolupy                        | administrátor excurrendo – Bílovice                         | Březolupy               | Nanebevzetí Panny Marie                       |
| Buchlovice                       | farář R. D. Mgr. Rudolf Chmelař                             | Buchlovice              | sv. Martin                                    |
| Hluk                             | farář R. D. Mgr. Josef Janek                                | Hluk                    | sv. Vavřinec                                  |
| Huštěnovice                      | administrátor excurrendo – Staré Město u Uherského Hradiště | Huštěnovice             | sv. Anna                                      |
| Jalubí                           | administrátor R. D. Mgr. Pavel Jagoš                        | Jalubí                  | sv. Jan Křtitel                               |
| Jankovice                        | administrátor excurrendo – Jalubí                           | Jankovice               | Nanebevzetí Panny Marie                       |
| Kostelany nad Moravou            | administrátor excurrendo – Nedakonice                       | Kostelany nad Moravou   | sv. Florián                                   |
| Kunovice                         | farář R. D. Jaroslav Polách                                 | Kunovice                | sv. Petr a Pavel                              |
| Nedakonice                       | administrátor R. D. ICLic. Mgr. Josef Rýznar                | Nedakonice              | sv. Florián                                   |
| Ostrožská Lhota                  | farář R. D. Miroslav Reif                                   | Ostrožská Lhota         | sv. Jakub Starší                              |
| Ostrožská Nová Ves               | farář P. Mgr. Jan Žaluda, SDB                               | Ostrožská Nová Ves      | sv. Václav                                    |
| Osvětimany                       | administrátor excurrendo – Boršice u Buchlovic              | Osvětimany              | sv. Havel                                     |
| Polešovice                       | administrátor ThLic. Jozef Červeň, Ph.D.                    | Polešovice              | sv. Petr a Pavel                              |
| Popovice u Uherského Hradiště    | administrátor excurrendo – Uherské Hradiště – Sady          | Popovice                | Růžencová Panna Maria                         |
| Staré Město u Uherského Hradiště | farář R. D. Mgr. Miroslav Suchomel                          | Staré Město             | sv. Michael archanděl                         |
| Stříbrnice                       | administrátor excurrendo – Boršice u Buchlovic              | Stříbrnice              | sv. Prokop                                    |
| Uherské Hradiště                 | farář R. D. Mgr. Petr Bulvas                                | Uherské Hradiště        | sv. František Xaverský                        |
| Uherské Hradiště – Sady          | farář R. D. Mgr. Lubomír Vaďura                             | Uherské Hradiště – Sady | Narození Panny Marie                          |
| Uherský Ostroh                   | farář R. D. Karel Šenk                                      | Uherský Ostroh          | sv. Ondřej                                    |
| Velehrad                         | farář P. Petr Přádka SJ                                     | Velehrad                | Nanebevzetí Panny Marie a sv. Cyril a Metoděj |
| Zlechov                          | administrátor excurrendo – Buchlovice                       | Zlechov                 | sv. Anna, matka bl. Panny Marie               |